# Architects' Journal
Architects' Journal (conocida en las bibliografías arquitectónicas por las siglas AJ) es una publicación especializada en Arquitectura. La revista se publica semanalmente en Londres por la editorial emap. La primera edición de la revista data del año 1896, y sus artículos cubren temas más novedosos que la Architectural Review, publicada por la misma editorial.
En el año 2011, The Architects' Journal creó la AJ Buildings Library, una base de datos digital con imágenes y dibujos de más de 1000 proyectos arquitectónicos relacionados con el Reino Unido.